# آلیویا آلین لیند
آلیویا آلین لیند (انگلیسی: Alyvia Alyn Lind؛ زادهٔ ۲۰۰۶/۲۰۰۷ (۱۷–۱۸ سال)) بازیگر اهل ایالات متحده آمریکا است. وی از سال ۲۰۱۱ میلادی تاکنون مشغول فعالیت بوده است.
از فیلم‌ها یا برنامه‌های تلویزیونی که وی در آن نقش داشته است می‌توان به کارشناسان سکس، آسمان تاریک، انتقام، ان‌سی‌آی‌اس، مخلوط و چاکی اشاره کرد.

## زندگی شخصی
آلیویا کوچکترین دختر باربارا آلین وودز و جان لیند است و دو خواهر بزرگتر به نام‌های ناتالی آلین لیند و امیلی آلین لیند دارد که آنها نیز بازیگر هستند.

## حرفه
وی اولین فیلم بلند خود را در سال ۲۰۱۳ با فیلم  آسمان‌ تاریک بازی کرد. از سال ۲۰۱۱ تا اوایل ۲۰۲۱، نقش فیث نیومن را در سریال تلویزیونی جوان و بی‌قرار به نمایش گذاشت. او در سریال تلویزیونی انتقام در نقش آماندا کلارک جوان و در سریال‌هایی مانند ان‌سی‌آی‌اس و کارشناسان سکس هم ایفای نقش داشته است. در سال ۲۰۱۴ نیز در فیلم سینمایی مخلوط ظاهر شد.